# Le Controis-en-Sologne
Le Controis-en-Sologne – gmina we Francji, w Regionie Centralnym, w departamencie Loir-et-Cher. W 2013 roku liczba ludności wynosiła 6867 mieszkańców. 
Gmina została utworzona 1 stycznia 2019 roku z połączenia pięciu ówczesnych gmin: Contres, Feings, Fougères-sur-Bièvre, Ouchamps oraz Thenay. Siedzibą gminy została miejscowość Contres. 